# NGC 7679
NGC 7679 este o interacting galaxies⁠(d) situată în constelația Peștii. A fost descoperită în 23 septembrie 1864 de către Heinrich Louis d'Arrest. Se află la o distanță de 57,28 de megaparseci de Pământ.